# حزقيال ميغيل أغيليرا
حزقيال ميغيل أغيليرا (بالإسبانية: Juan Miguel Aguilera Baixauli) هو رسام توضيحي وكاتب سيناريو وكاتب إسباني، ولد في 1960 في بلنسية في إسبانيا.

## وصلات خارجية
- الموقع الرسمي